# Mick Rock
Mick Rock (* 21. November 1948 als Michael David Rock in London; † 18. November 2021 in New York City) war ein britischer Fotograf, der vor allem durch seine Bilder von Pop-Ikonen der 1970er-Jahre bekannt wurde. Zu diesen gehörten neben anderen David Bowie, Lou Reed, Pink Floyd, Blondie, die Ramones, The Sex Pistols, The Stooges und Queen.

## Biografie
Mick Rock wurde in London geboren und studierte erst einige Zeit an der Emanuel School, bevor er sein Studium abbrach, um am Gonville and Caius College der University of Cambridge moderne Sprachen zu studieren. Dort fotografierte er 1966 die damals noch kaum bekannte Band Pink Floyd.
Im Jahr 1972 kam sein Durchbruch als offizieller Tour-Fotograf für David Bowie, der zu dieser Zeit seine Ziggy-Stardust-Phase auslebte. Mick Rock begleitete ihn auf dieser Tour (bis auf Japan). Fotografien aus dieser Periode finden sich in den 2002 und 2005 erschienenen Bildbänden Moonage Daydream – The Life and Times of Ziggy Stardust und Blood And Glitter.
Mick Rock führte auch Regie bei einigen Musikvideos von Bowie, namentlich John, I’m Only Dancing, The Jean Genie, Space Oddity und Life On Mars?. Somit kann er als ein Pionier des Musikvideos angesehen werden, und das, obwohl ihm kein großes Budget zur Verfügung stand und er kein Honorar für seine Arbeit bekam. Des Weiteren schoss er in den 1970er Jahren Fotos für Albumcover von Lou Reed (Transformer, Coney Island Baby), Iggy Pop (Raw Power), Syd Barrett (The Madcap Laughs), Ramones (End of the Century) und Queen (Queen II).
Nachdem er in den 1980er-Jahren seine Drogenprobleme in den Griff bekommen hatte und sich lange Zeit nicht mehr als Fotograf betätigt hatte, nahm Rock in den 1990er-Jahren seinen Beruf wieder auf und fotografierte Künstler der jüngeren Zeit, darunter R.E.M., The Strokes, Johnny Marr, Yeah Yeah Yeahs, Razorlight, The Libertines, The Chemical Brothers, Miley Cyrus und Kate Moss.  Rock lebte mit seiner Frau Pati und seiner Tochter Nathalie auf Staten Island, New York City, wo er im November 2021 in einem Krankenhaus im Alter von 72 Jahren starb.